# لاكيث ستانفيلد
لاكيث لي ستانفيلد (بالإنجليزية: Lakeith Stanfield) (12 أغسطس 1991) يدعى كيث ستانفيلد، ممثل ومغني راب أمريكي، عرف بظهوره في شخصية المحقق «إل» في النسخة الأمريكية في فيلم مفكرة الموت عام 2017 مع الممثل نات وولف المقتبس من سلسلة مانغا يابانية مذكرة الموت كتبها تسوغومي أوبا، كما قدم ستانفيلد فيلمه الطويل لأول مرة في الدراما المستقلة لعام 2013 "مدى قصير 12"، والتي تم ترشيحه لجائزة الروح المستقلة. حصل على مزيد من الاعتراف لظهوره في العديد من الأفلام السيرة الذاتية، منها تجسيد شخصية ناشط الحقوق المدنية جيمي لي جاكسون في سيلما (2014)، سنوب دوغ في فيلم الخروج من كومبتون (2015)، وباتريك هاينز في فيلم سنودن (2016).
كما لعب ستانفيلد دور البطولة في فيلم رعب العمل التطهير: فوضى (2014)، فيلم الدراما الكوميدية مخدر (2015)، فيلم الرعب اخرج (2017)، وفيلم الخيال العلمي كوميدي آسف لإزعاجك (2018).

## روابط خارجية
- لاكيث ستانفيلد على موقع IMDb (الإنجليزية)
- لاكيث ستانفيلد على موقع روتن توميتوز (الإنجليزية)
- لاكيث ستانفيلد على موقع ألو سيني (الفرنسية)
- لاكيث ستانفيلد على موقع أول موفي (الإنجليزية)
- لاكيث ستانفيلد على موقع بوكس أوفيس موجو (الإنجليزية)
- لاكيث ستانفيلد على موقع قاعدة بيانات الفيلم (الإنجليزية)
- لاكيث ستانفيلد على موقع كينوبويسك (الروسية)